# Gaspar Nieto Polo
Gaspar Baltazar Nieto Polo del Águila fue un sacerdote y político peruano. Durante la época de la independencia fue chantre de la Catedral de Trujillo y como tal participó también en la instalación de la Universidad Nacional de Trujillo en 1831.
Fue miembro del Congreso Constituyente de 1822 por el departamento de La Libertad. Dicho congreso constituyente fue el que elaboró la primera constitución política del país.